# Beurey
Beurey ist eine französische Gemeinde mit 178 Einwohnern (Stand: 1. Januar 2022) im Département Aube in der Region Grand Est (vor 2016 Champagne-Ardenne); sie gehört zum Arrondissement Bar-sur-Aube und zum Kanton Vendeuvre-sur-Barse. 

## Geographie
Beurey liegt etwa 28 Kilometer ostsüdöstlich von Troyes. Umgeben wird Beurey von den Nachbargemeinden Vendeuvre-sur-Barse im Norden, Puits-et-Nuisement im Norden und Nordosten, Longpré-le-Sec im Osten, Bertignolles im Südosten, Chervey und Buxières-sur-Arce im Süden, Magnant im Westen sowie Thieffrain im Nordwesten.
Durch die Gemeinde führt die Autoroute A5. 

## Bevölkerungsentwicklung
| Jahr                       | 1962 | 1968 | 1975 | 1982 | 1990 | 1999 | 2006 | 2011 | 2019 |
| Einwohner                  | 237  | 229  | 212  | 178  | 166  | 171  | 183  | 186  | 182  |
| Quellen: Cassini und INSEE |      |      |      |      |      |      |      |      |      |

## Sehenswürdigkeiten

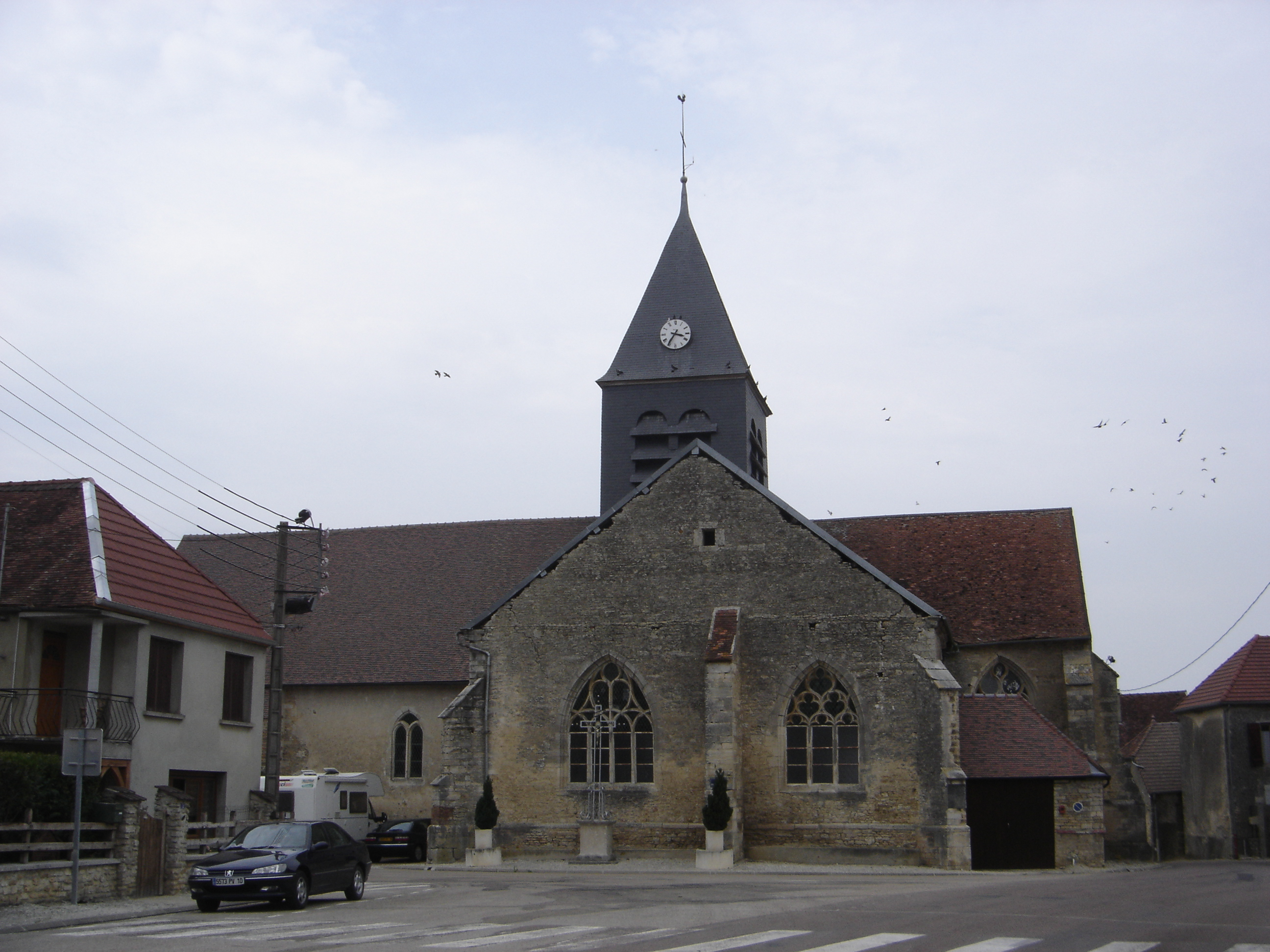
Kirche Saint-Andoche

- Kirche Saint-Andoche